# Bande Ka
La bande Ka (Kurz-above) correspond à une bande de fréquences comprise entre la bande K et la bande Q, soit entre 26,5 et 40 GHz. Elle est utilisée notamment pour l’Internet par satellite. Pour les télécommunications spatiales, elle s’étend en émission de 27,5 à 31 GHz et en réception, de 17,3 à 21,2 GHz. Les paraboles nécessaires pour recevoir les signaux sont encore plus petites que celles utilisées pour la bande Ku (certaines antennes Ka mesurent 20 cm de diamètre).

## Histoire de l'utilisation de la bande Ka
En Europe le premier satellite à opérer en bande Ka a été Hot Bird 6 d’Eutelsat, lancé en 2002, alors qu’en Amérique du Nord le premier a été le satellite Anik F2 de Télésat Canada, lancé en juillet 2004. Deux autres satellites, dits satellites à haut débit (en), émettant vers l'Europe, ont été lancés fin 2010 (Hylas1 et KA-SAT). D’autres lancements sont prévus en Amérique du Nord (Viasat 1, Jupiter), au Moyen-Orient (Yasat 1B) et pour l'Australie (IPStar).

## Intérêt de la bande Ka
La bande Ka se situe à des fréquences plus élevées que la bande Ku, cette dernière étant principalement utilisée pour les systèmes de diffusion télévision par satellite et pour les VSAT, des systèmes de communication bidirectionnels utilisés pour des applications professionnelles. Les faisceaux générés en bande Ka sont beaucoup plus directifs que dans des bandes de fréquence inférieure : l’énergie est mieux concentrée et le spectre peut être réutilisé (sur une zone séparée géographiquement) de façon intensive. D’autre part, on dispose de plus de fréquences en bande Ka qu’en bande Ku. Ainsi, la bande Ka permet de multiplier la capacité offerte, et donc de proposer des services à des prix inférieurs à ceux de la bande Ku. Grâce à ces deux avantages, la bande Ka a été proposée pour les satellites à haut débit, offrant des services d’Internet par satellite à des prix comparables à ceux de l’ADSL, et à destination des zones de territoire mal desservies par les infrastructures terrestres (zones blanches ou grises).
Les signaux transmis dans cette bande sont plus sensibles à l’atténuation atmosphérique, ce qui la rend moins adaptée pour la diffusion télévisuelle dans les régions à taux élevés de précipitations (en mm de pluie par heure). Toutefois, des standards comme le DVB-S2, qui adopte à la fois un codage adaptatif et une constellation adaptative, permettent de modifier la forme d'onde en la faisant évoluer en fonction des conditions de propagation.

## Particularités de l’utilisation de la bande Ka par le grand public
À taille et puissance d’antenne équivalente, l’utilisation de la bande Ka permet à des terminaux de présenter des performances supérieures à celles qu’ils pourraient avoir dans des bandes de fréquence plus basses.
De plus, en Europe, une décision datée de 2006 de la CEPT permet d’exempter de licence individuelle des stations satellitaires émettant entre 29,5 et 30,0 GHz et recevant entre 19,7 et 20,0 GHz. Ainsi, un système qui utilise ces bandes peut s’adresser au grand public, une autorisation d’émettre n’étant plus nécessaire. Des petits terminaux grand public peuvent alors présenter des performances suffisantes pour établir des liaisons à haut débit. C’est notamment le cas des systèmes commercialisés en Europe sur les satellites KA-SAT et Hylas. Les conditions de l’exemption de licence individuelle sont les suivantes :
- antenne ayant une PIRE supérieure à 34 dBW et inférieure à 60 dBW ;
- opérer au-delà d’une zone d’exclusion située autour des aéroports, zone définie suivant la table suivante :

| Gamme de puissance des stations                      | De 34 dBW à 50 dBW | De 50 dBW à 55,3 dBW | De 55,3 dBW à 57 dBW | De 57 dBW à 60 dBW |
| Distance à respecter pour latitudes de 35° N à 70° N | 500 m              | 1800 m               | 2300 m               | 3500 m             |
| Distance à respecter pour latitudes de 30° N à 35° N | 600 m              | 2000 m               | 2600 m               | 3900 m             |

À plus long terme, une décision de la CEPT a établi le partage de la bande de fréquence 27,5 GHz-29,5 GHz entre les services fixes terrestres et les services fixes par satellite. Les utilisateurs grand public pourraient donc bénéficier de ces nouvelles bandes pour disposer de débits numériques encore plus importants. À la différence de la bande 29,5-30,0 GHz, la mise en œuvre de cette décision n’est pas appliquée dans tous les pays européens.
Le problème d’uniformisation de l’utilisation de la bande qui se pose pour les systèmes régionaux européens n’existe pas, par exemple, en Amérique du Nord, où les terminaux disposent de plus de 1 GHz de bande pour leurs opérations ; c’est la raison pour laquelle le débit total des systèmes en Amérique du Nord (ViaSat, Jupiter) sont supérieurs à ceux qui sont proposés en Europe : quand ViaSat 1 annonce un débit total de 140 Gbit/s en Amérique du Nord, KA-SAT en Europe annonce 70 Gbit/s, bien que les deux satellites soient de taille comparable.

## Étude d'impact sur la santé
Les émissions opérées dans la bande Ka se trouvent dans le domaine des rayonnements non ionisants et ne peuvent altérer l’ADN. En effet pour casser une liaison covalente, c'est-à-dire une de celles qui structurent l’ADN, il faut 1 eV. Les liaisons de van der Waals, qui stabilisent la structure tertiaire de l’ADN, nécessitent des énergies de l'ordre de 1/10 eV pour être brisées. En 2015, les émissions opérées dans la bande Ka génèrent des photons ayant une énergie égale à environ 1/8 000 eV, soit très loin des niveaux capables d’altérer les liaisons de van der Waals.
La Commission internationale de protection contre les rayonnements non ionisants  (ICNIRP), qui émet des recommandations sanitaires en rapport aux dangers potentiels des rayonnements non ionisants, a fixé sa limite indicative d'exposition aux rayonnements de la bande Ka à 10 W/m2.
Certains détracteurs[Qui ?] affirment cependant que l'ICNIRP n'a jamais vérifié cette limite par des tests cliniques, et qu'en raison de leur énergie plus grande que celle des ondes GSM et radio, les émissions de la bande Ka pourraient présenter un risque pour la santé.